# ダイキンサンライズ摂津
株式会社ダイキンサンライズ摂津（ダイキンサンライズせっつ、英: Daikin Sunrise Settsu CO., LTD.）は、大阪府摂津市に本社を置く、ダイキン工業グループの特例子会社。
設立の経緯から、地方自治体も出資するため第三セクターでもある。

## 概要
「これからの時代には、高齢者、障がい者、男女を問わずあらゆる人が自分の責任を担って、閉塞感に満ちるのではなく、公道を堂々と歩いて、皆で明るい人生を送る時代が来るであろう。そのような社会に会社として参画したい。」という1993年当時のダイキン工業山田稔社長の思いによって、ダイキン工業グループの社会的貢献、大阪府摂津市の施策と障害者法定雇用率の達成を目指し、ダイキン工業と大阪府、摂津市の共同出資によって設立された。
社名の「サンライズ（Sunrise）」は、英語で「日の出」という意味であり、「障害者と健常者が共に歩み、社員全員が『サンライズ』のように明るく活力のある職場を目指す」という思いが込められている。
主な業務は空調機の部品の仕分け、化学薬品のラベルの貼付や容器への小分けなどである。

## 沿革
- 1993年（平成5年）5月 - 会社設立。
- 1994年（平成6年）6月 - 操業開始。
- 1998年（平成10年）4月 - 聴覚障害者の雇用を開始。
- 2000年（平成12年）4月 - 知的障害者の雇用を開始。
- 2005年（平成17年）- 設立10周年。
- 2006年（平成18年）4月 - 精神障害者の雇用を開始。
- 2009年（平成21年）6月 - 新工場完成。
- 2011年（平成23年）12月 - 障害者雇用100人達成。
- 2013年（平成25年）- 設立20周年。
- 2018年（平成30年）6月 - 新事務所棟が完成。
- 2019年（令和元年）5月 - 淀川製作所の新工場が完成。